# Kenzō Shirai
Kenzō Shirai (白井 健三, Shirai Kenzō, né le 24 août 1996 à Yokohama) est un gymnaste japonais.
Il remporte la médaille d'or au sol aux Championnats du monde de gymnastique artistique 2013 où il réalise une quadruple vrille inédite, deux médailles d'argent (au sol et par équipe) aux Championnats du monde de gymnastique artistique 2014 et deux médailles d'or (au sol et par équipe) aux Championnats du monde de gymnastique artistique 2015.
Lors des Jeux olympiques de 2016, avec l'équipe du Japon, composée également de Koji Yamamuro, de Ryohei Kato, de Yūsuke Tanaka et de Kohei Uchimura, il remporte le titre avec 274,094 points.

## Palmarès

### Jeux olympiques
- Rio 2016
  -  médaille d'or au concours par équipes
  -  médaille de bronze au saut de cheval

### Championnats du monde
- Doha 2018
  -  médaille d'argent au sol
  -  médaille de bronze au saut de cheval
  -  médaille de bronze au concours par équipes

- Montréal 2017
  -  médaille d'or au sol
  -  médaille d'or au saut de cheval
  -  médaille de bronze au concours général individuel

- Glasgow 2015
  -  médaille d'or au concours par équipes
  -  médaille d'or au sol

- Nanning 2014
  -  médaille d'argent au concours par équipes
  -  médaille d'argent au sol

- Anvers 2013
  -  médaille d'or au sol